# Лагачони (Фиренца)
Лагачони је насеље у Италији у округу Фиренца, региону Тоскана.
Према процени из 2011. у насељу је живело 163 становника. Насеље се налази на надморској висини од 121 м.